# 夏寺
夏寺，藏语称“夏贡巴”，位于西藏自治区拉萨市林周县强嘎乡达吉村，是一座藏传佛教格鲁派尼姑寺院。

## 简介
夏寺位于西藏自治区拉萨市林周县强嘎乡达吉村，为藏传佛教寺院。夏寺位于林周县城旦马山山坳之处，拥有108座灵塔，到21世纪初已有700多年历史。
据说，该寺创始人是格西·夏热瓦。距离林周县唐古乡藏雄村村委会17公里处有一佛塔，相传便是格西·夏热瓦的出生地。传说，他的母亲在该地为一富人家当仆人，出门提水时，在一块很大的磐石上生下他。因仆人不能哺育孩子，格西·夏热瓦被扔在磐石上，秃鹫为他取暖，白唇鹿给他喂奶，格西·夏热瓦逐渐长大，并且在秃鹫的指引下，来到澎波河流域，兴建了夏寺。
2008年拉萨3.14事件发生后，2008年3月15日，藏族村民益西在林周县夏寺的尼姑的鼓动下赶到林周县城，带头冲击林周县公安局。后来，他与其他参与冲击的村民一道向政府自首。法庭部分采纳了其辩护律师的辩护意见，使益西减轻判刑。 最终，益西因聚众冲击国家机关罪、寻衅滋事罪，被拉萨市中级人民法院一审判处有期徒刑12年，剥夺政治权利1年。
2012年，该寺的尼姑白珍被评为西藏自治区爱国守法先进僧尼。